# I Don't Care (canción de Apocalyptica)
«I Don't Care» es una canción de la banda finlandesa Apocalyptica. Fue lanzado el 7 de marzo de 2008 como el tercer y último sencillo del sexto álbum de estudio Worlds Collide (2007). La canción alcanzó el número 1 en la lista Billboard Mainstream Rock durante una semana y el número 2 en la lista de canciones alternativas, donde pasó un año entre los 20 primeros. La canción cuenta con voces invitadas de Adam Gontier de Three Days Grace.

## Significado de la canción
Eicca Toppinen habló sobre la canción en una entrevista para el webzine de metal holandés Zwaremetalen en 2007: "Escribí algunas de las letras de" I Don't Care ". Sin embargo, Max Martin escribió la mayoría de las letras. La canción trata sobre una fantasía y no sobre nadie en particular, pero creo que todos pueden encontrar un sentido de verdad en las letras".

## Video musical
Hablando sobre el concepto del video, Eicca Topinnen dijo: "Va a ser un poco extraño". "Será surrealista en muchos sentidos, tal vez un poco en el espíritu de Tim Burton. Hay acróbatas, personas de aspecto extraño que hacen cosas extrañas. Se rodará en una casa antigua donde no vive nadie; es una gran mansión. Es realmente espeluznante. Por supuesto, la directora, Lisa Mann, es la única persona que realmente lo sabe en este momento, pero es emocionante para nosotros. Ella realmente quiere sacar a la gente dentro de la banda. Se siente completamente diferente. Tiene un aspecto realmente especial".
El video muestra a la banda tocando en una casa decrépita. La banda toca en una pequeña habitación de techo bajo (Adam Gontier tiene que encorvarse para poder ponerse de pie). A continuación, el video muestra a integrantes de la banda y otras mujeres entrando y saliendo por pequeñas puertas. En la siguiente escena, muestra a la banda, a Gontier y a más mujeres en un pasillo inmóviles, bailando, caminando y tocando. Entonces, entran tres mujeres. En esta secuencia de baile, las mujeres bailan alrededor de los tres violonchelistas, tratando de seducirlos, pero estos no les prestan atención. En un corte, muestra a los tres hombres jugando. Recorte, y las tres mujeres se sientan en sus regazos. Luego muestra a los hombres tocando a las mujeres como violonchelos. La siguiente escena muestra a Gontier rechazando a una mujer que intenta bailar con él. En una escena cortada que continúa con la secuencia de baile, las mujeres se llevan los violonchelos. En la última escena, muestra a todos en una habitación alrededor de una mesa, comiendo, bebiendo, riendo, hablando, bailando y besándose. Al final, la banda y Adam Gontier terminaron de tocar y se muestra una luz verde brillando detrás de ellos.

## En otros medios
La pista se usó en la serie Smallville de CW en la octava temporada, episodio 16, llamado "Turbulence".

## Posicionamiento en lista
| Lista (2008)                                    | Mejor posición |
| ----------------------------------------------- | -------------- |
| Canada (Canadian Hot 100)                       | 59             |
| CEI (Tophit) Brauer Mix                         | 267            |
| Finlandia (OFC)                                 | 13             |
| Estados Unidos Billboard Hot 100                | 78             |
| Estados Unidos Alternative Airplay (Billboard ) | 2              |
| Estados Unidos Mainstream Rock (Billboard)      | 1              |

### Sucesión en listas
| Anterior: «Rock 'n' Roll Train» de AC/DC | Billboard Mainstream Rock Songs — Sencillo Nro 1 20 de diciembre de 2008 — 26 de diciembre de 2008 | Siguiente: «Second Chance» de Shinedown |